# 大孤山机场
大孤山机场是一座位于中国辽宁省安东县的军用野战机场。1951年因中国人民志愿军空军作战需要而抢建，跑道用凹凸有孔的钢板扣搭而成。即“穿孔钢板跑道”（Perforated Steel Plates Runway Met），是美国陆军航空兵二战末期发明并使用，由穿孔钢板制成的，用于修复被破坏的机场跑道，可人工敷设，由汽车运输。大孤山机场是中国第一个钢板跑道野战机场。战争结束后拆除。

## 机场历史
1951年2月中共中央东北局和东北人民政府指令辽东省机场修建委员会在安东县修建一个供中国人民志愿军空军起降的简易军用机场。
1951年3月14日，辽东省机场修建委员会委员张和轩与2名苏联专家赴安东县踏勘，选定大孤山镇东南8公里刘茔前姜家窝堡（现为大姜家村）的靠海的开阔地作为临时野战机场，确定了机场的《施工方案》。代号为“八三三”机场。辽东省人民政府组成“八三三修建委员会”，简称“修委会”，安东县长周昌为主任、连世运为副主任、辽东省委宣传部张天策为政治处主任、赵某为工程师，内设政治处（干事十余人，办《修建快报》每天油印出报，还兼任施工质量检查、监督员、宣传员、采访员）、工程科、民工科、运输科、供给科和医院。辽东省人民政府副主席李涛和东北人民政府秘书长栗又文到工地现场办公，召开干部会议，当场拍板解决施工中遇到的实际问题。动员庄河、岫岩、安东、凤城和宽甸5个县的近万民工，马车500辆（5个县各出100台大车，七天内赶到工地）。3月22日前后，各县的民工和大车队相继到齐正式开工。机场动工不过十日，就遭到美国海军夜间空袭，孤山镇东南街的老栾头从窗户探头查看时被航空机枪扫射遇难，另有西街广聚自行车铺养的几只鸭子被扫射打死，但机场工地未受损失。靠人力在一个半月内把长1500米、宽40米的飞机跑道淤泥挖净，至4月25日用砂石铺完轧实。4月28日东北局书记、东北人民政府主席兼东北军区司令员兼政委高岗，致电大孤山机场修建委员会，命令务于5月10日完成机场修建任务，不得延误。从4月29日开始，所有干部、民工昼夜奋战，铺设从民主德国运来的跑道专用钢板，至5月9日深夜全部铺完。5月10日转入配套的飞机滑行道、机窝钢筋混凝土掩体、机场拦水围堰和排水渠道等工程施工。5月20日大孤山机场全部工程验收竣工，交付中国人民志愿军空军使用。辽东省人民政府授予安东县黄土坎子区三合村荣获“修建支前模范村”的荣誉称号。
1951年5月，志愿军空一师一个团米格-15战斗机第一次飞到大孤山机场着陆。由于钢板错位，有4架飞机的轮胎被钢板撕脱了橡胶。
1951年6月初，中国人民志愿军高炮第五一四团奉命保卫中国安东市大孤山机场。1951年6月30日，中国人民志愿军1架战斗机在安东上空空战后，掉队单独返航，即将着陆时被两架美军F-86型战斗机偷袭，高炮第五一四团八连怕误伤而未开炮，志愿军战斗机被美机击落。此后高炮第五一四团与机场志愿军航空兵师一起制定了空炮协同作战计划。1951年7月15日黄昏，美军飞机偷袭大孤山机场，高炮第五一四团一连当即开火击落1架敌机。1951年8月下旬某日下午，中国人民志愿军8架战机在空战后返航着陆时，遭多架美机跟踪偷袭，高炮第五一四团各连当即击落2架美机，其余逃走。志愿军战机大部分安全降落，但最后1架受伤，飞行员跳伞生还。鉴于高炮第五一四团掌握了伏击战战法，美军飞机再未敢偷袭大孤山机场。
机场投入使用后，孤山镇以南、刘大房以北几乎每天早晨都能看到飞机贴着房顶和树梢飞过，再拉起爬升进入集结空域。冬季每逢落雪，孤山镇都要组织党团员与入党入团积极分子自备木锨、扫帚到机场跑道除雪。空军飞行员住在孤山镇东关街的丹国楼。丹国楼原来是丹麦传教士聂乐信创建的崇正学校，学校养有奶牛，空军入住后牛奶就全部供应给飞行员。飞行员戴黑色皮质飞行帽，皮质帽耳很长可以护住脸颊，耳朵的位置有大凸包里面是耳机，帽子前沿带一对椭圆的护目镜，穿咖啡色半高腰飞行皮靴、飞行皮裤与皮质的飞行短袄。飞行员上下班都是吉普车接送。飞行团的地勤人员分散住在附近的老百姓家里。机场卫生所驻孤山镇西大街。大孤山机场场站（正团级建制单位）位于大孤山镇正堂街路南胡同进去50米。机场周边有高射炮阵地、四个探照灯。由于大孤山镇附近不通电，但机场的日常飞行、雷达使用、飞机修理等都需要电力，因此机场配备了柴油发电机。
1953年朝鲜战争停战协定签订后，1954年驻防的空军飞行部队和战机陆续撤走，大孤山机场拆除了钢板等通用器材，作为空军的储备装备封存，只留下维修队驻守。1959年占地总面积约4500亩的机场正式废弃，返耕还田。

## 纪念
- 抗美援朝战争大孤山机场地下指挥所遗址：当地人称为机场“防空洞”。东港市市级文物保护单位。2021年3月被辽宁省文物局确定为辽宁省第一批不可移动革命文物。